# Masoretischer Text

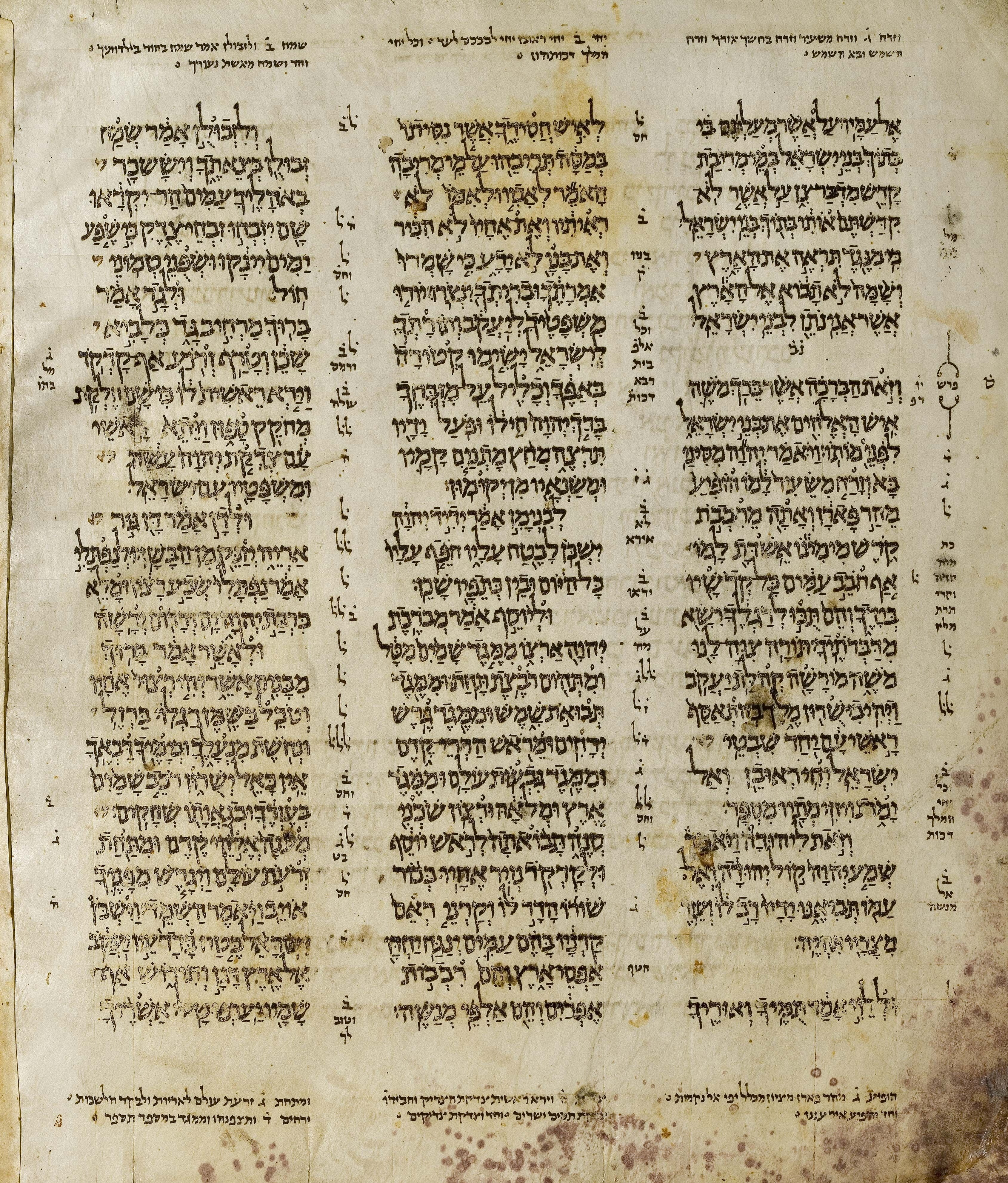
Codex Aleppo mit masoretischer Punktation, ~920

Der masoretische Text (von hebräisch מסורה masora: „Überlieferung“; abgekürzt MT bzw. 𝕸 oder M; lateinisch: Textus Masoreticus, Abk. TM) ist die im Judentum heute maßgebliche hebräische Textversion des Tanach. Der MT enthält neben dem seit dem 2. Jahrhundert n. Chr. feststehenden Konsonantentext (Ketib) auch genaue Angaben zu Vokalisation und Akzentuierung (Qere). Seinen Namen verdankt er den Masoreten, jüdischen Gelehrten, die ungefähr in den Jahren 700 bis 1000 wirkten und in ihren Musterhandschriften nicht nur (als Nakdanim oder Punktatoren) erstmals Akzente und Vokalzeichen, sondern auch die eigentliche Masora in die hebräischen Bibelhandschriften einführten. Dabei handelt es sich um traditionelle Listen von seltenen Formen und anderen Besonderheiten des Textes, die der Bewahrung des Textes dienen und durch ein differenziertes System von Anmerkungen (Masora parva, Masora magna, Masora finalis) mit dem Text verbunden werden.
Unter den verschiedenen masoretischen Systemen setzte sich bis zum 11. Jahrhundert das der Familie Ben-Ascher aus Tiberias durch. Von ihr stammt der Codex von Aleppo (um 920), der bis zu seiner Beschädigung 1947 die älteste vollständig erhaltene Handschrift des Tanach war. Die älteste heute noch vollständig erhaltene Handschrift des masoretischen Texts ist der Codex Leningradensis aus dem Jahr 1008. Diese beiden Codices liegen den meisten heutigen wissenschaftlichen Ausgaben des hebräischen Bibeltextes zugrunde.
Der tiberisch-masoretische Text galt seit der Renaissance als biblischer Urtext. Diese Annahme wurde durch Funde von bis zu 1100 Jahre älteren Bibelhandschriften unter den Schriftrollen vom Toten Meer insofern relativiert, als diese für die hellenistisch-römische Zeit eine Vielfalt von hebräischen Textformen zeigen. Zugleich aber zeigen einige in Massada, Wadi Murabbaat und Nahal Hever gefundene Bibeltexte eine nahezu vollständige Übereinstimmung mit dem masoretischen Konsonantentext. Diese protomasoretischen Handschriften zeigen, dass der masoretische Text für die meisten Bücher des Tanach auf früher jüdischer Bibelüberlieferung beruht und diese erstaunlich genau bewahrt.

## Die Masoreten
Als Masoreten bezeichnet man zwei mittelalterliche Gruppen jüdischer Kopisten und Bearbeiter von Bibelhandschriften: zum einen Schreiber (Sofer) aus der babylonischen Diaspora (Masoreten des Ostens), zum anderen Rabbiner aus Galiläa (Masoreten des Westens).
Die östlichen Masoreten waren Nachfolger gelehrter Juden, die schon vor 100 einflussreiche Lehrhäuser im Zweistromland gebildet hatten: vor allem in Sura, Nehardea (bis 259) und Pumbedita. Sie standen den Karäern nahe, die die in Mischna und Talmud gesammelte rabbinische Auslegungstradition ablehnten und nur den Tanach selbst als Heilige Schrift gelten ließen. Sie gewannen seit dem 8. Jahrhundert von Babylonien aus auch in Palästina Einfluss.
Unter den westlichen (d. h., palästinischen) Masoreten wurden die zwei Familien Ben Ascher und Ben Naftali aus Tiberias besonders bekannt. Sie entwickelten zwischen 780 und 930 ein eigenes System, um den ihnen überlieferten Bibeltext zu prüfen, gegen Abschreibfehler zu sichern, seine Aussprache festzulegen und vor willkürlichen Eingriffen zu schützen. Das System Ben Aschers, das in dem von Aaron ben Mosche ben Ascher punktierten und mit Masora versehenen Codex von Aleppo am reinsten erhalten ist, setzte sich sowohl im Orient als auch in Europa durch und ist heute im rabbinischen und im karäischen Judentum gleichermaßen anerkannt.

## Voraussetzungen
Die Tora bzw. auch der Tanach ist im Judentum das zentrale und heiligste religiöse Werk (Buchreligion). Die erzählende Darstellung der menschlichen Autoren, die aufgrund ihrer Gotteserfahrungen bestimmte Erzählungen entwickelt und letztlich verschriftlicht hatten, ist das grundlegende Material der Tora.
Das rabbinische Judentum entstand als eine Strömung (Pharisäer) die sich vermehrt in der Zeit nach der Zerstörung des zweiten Jerusalemer Tempels, 70 n. Chr., entwickelte und zur Hauptströmung des Judentums wurde, die dann ab ca. 200 n. Chr. maßgeblich den Ritus und die Exegese der Tora prägte.
Die Tora wird als göttliche Offenbarung betrachtet, die den Juden von dem „einzigen Gott“ gegeben wurde, um ihren (kollektiven und individuellen) Lebensweg zu leiten. Die Tora, die fünf Bücher Mose, umfasst nicht nur gesetzliche Vorschriften, sondern auch moralische Lehren und spirituelle Weisheiten. Damit steht die Freude und die Gewissheit über die Tora im Zentrum des jüdischen Glaubens. So wird in dem Mischnatraktat Berakhot (Berakhot 8a) gesagt, dass die Tora eine „Quelle der Freude sei“ und dass der Glaube an die Tora und das Studium derselben den Gläubigen Glück und Erfüllung brächte. Diese Freude ist nicht nur intellektuell, sondern auch emotional und spirituell – sie bezieht sich auf das Gefühl, sich Gott zu nähern und durch das Studium der Tora ein „tieferes Verständnis der Welt“ und „des eigenen Lebens“ zu erlangen. Die Gewissheit und das Vertrauen in die Tora sind ebenfalls fundamental für den jüdischen Glauben. Diese Gewissheit zeigt sich in der Überzeugung, dass die Tora von Gott selbst gegeben wurde und dass sie in ihrer authentischen Form über Generationen hinweg bewahrt und weitergegeben wurde.
Das zeigt die Veränderungen im Vergleich zu der Zeit des Zweiten Tempels an, obzwar die Tora eine grundlegende Autorität und Quelle für viele der Ritualgesetze und Feiertage war, lag aber der Hauptfokus auf dem Opferkult und den Tempelritualen, die durch den Hohepriester und die Priester ausgeführt wurden.

### Kanonisierung des Tanach
Den Masoreten lag der dreiteilige Kanon der 24 Bücher umfassenden hebräischen Bibel vor. Die Kanonisierung der Tora war bereits um 400 v. Chr., die der Nebi'im (Prophetenbücher) um 200 v. Chr. abgeschlossen. Das Buch Jesus Sirach setzte um 190 v. Chr. schon eine dreiteilige Bibel voraus, wobei der exakte Umfang des dritten Teils, der Ketuvim („Schriften“), unklar ist. Der 132 v. Chr. hinzugefügte griechische Prolog setzt die griechische Übersetzung der Tora voraus, mit der die seit 250 v. Chr. von Juden erstellte Septuaginta begonnen hatte.
Nach der Zerstörung des Jerusalemer Tempels im Jahr 70 n. Chr. wurde die gemeinsame Bibel als Grundlage aller Richtungen des Judentums umso wichtiger. Im Ergebnis längerer Diskussionen einigten sich die Rabbinen um 100 endgültig darauf, welche Schriften als heilig anzusehen waren. Dabei wurden nur solche Schriften als kanonisch anerkannt, die mindestens teilweise hebräisch abgefasst waren und Personen der Zeit von Mose bis Esra zugeordnet werden konnten. Schriften, die unzweifelhaft später entstanden sein mussten, wie Jesus Sirach oder das 1. Buch der Makkabäer, wurden ebenso wenig in den Kanon aufgenommen wie Schriften, die sich auf vormosaische Autoritäten beriefen (z. B. 1. Henoch, Testamente der zwölf Patriarchen) oder die ursprünglich auf Griechisch abgefasst waren (z. B. Weisheit Salomos, Psalmen Salomos, Buch Judith). Einige dieser antiken jüdischen Schriften (Apokryphe jüdische Schriften), vor allem solche, die Teil der Septuaginta waren, wurden aber zu festen Bestandteilen christlicher Formen des Bibelkanons.
Die Reihenfolge der Bücher des Propheten- und des Schriftenkanons variiert innerhalb des rabbinischen Judentums bis heute. Dabei sind im Wesentlichen die babylonische und die palästinische Tradition zu unterscheiden. Die babylonische Tradition ordnet die Bücher der hinteren Propheten nach ihrem Umfang, mit Jeremia vor Ezechiel und Jesaja, was im babylonischen Talmud mit inhaltlichen Erwägungen begründet wird. Die tiberischen Bibelhandschriften haben hingegen Jesaja vor Jeremia und Ezechiel, was der historischen Reihenfolge der Propheten nach den jeweiligen einleitenden Versen entspricht. Innerhalb der Ketuvim variiert die Reihenfolge noch stärker. Die Chronik steht nach der babylonischen Tradition am Schluss, nach der palästinischen Tradition am Anfang. Die fünf Megillot sind nur in der palästinischen Tradition zu einer Gruppe zusammengefasst, deren Reihenfolge in den tiberischen Handschriften von der in den späteren aschkenasischen Handschriften abweicht. Die sefardischen Handschriften richten sich dagegen im Wesentlichen nach der babylonischen Tradition. Die meisten Druckausgaben kombinieren die verschiedenen traditionellen Anordnungen. So folgt die Biblia Hebraica Stuttgartensia prinzipiell der Reihenfolge des in palästinischer Tradition stehenden Codex L, stellt aber die Chronik nach babylonischer Tradition ans Ende.

### Der protomasoretische Text
Die Rabbinen stellten keine eigene Textfassung her, sondern wählten unter den in Umlauf befindlichen Textformen der biblischen Bücher diejenigen Fassungen aus, die den größten Anspruch auf Authentizität erheben konnten. Solche Rollen, von denen bekannt war, dass sie genaue Kopien von Rollen der Jerusalemer Tempelbibliothek waren, wurden als korrigiertes Buch (hebräisch סֵפֶר מֻגָּהּ sefer muggah) bezeichnet. Nur diese sollten als Vorlage für Bibelhandschriften genutzt werden. Das Vorhandensein eines bis in die Einzelheiten gesicherten Textes war auch Voraussetzung für die exegetische Methode des Rabbi Akiba: Für seine Auslegung war jeder Buchstabe, jede Wortstellung und jedes Morphem des Bibeltextes bedeutsam.
Ob die Festlegung des Standardtextes für die einzelnen Bücher Ergebnis textkritischer Arbeit in der Tempelbibliothek war, wie eine im Jerusalemer Talmud (Taanit 4,68a) überlieferte Legende für die Tora zu berichten weiß, oder historischem Zufall entsprang, ist in der Forschung umstritten. Fest steht, dass es keine spezifisch rabbinischen Textänderungen gab. Der masoretische Text tastete den von den Soferim tradierten Konsonantentext nicht an. Abweichende Versionen wurden nach genauen Vorschriften entweder korrigiert oder als unbrauchbar feierlich beerdigt. Hauptanliegen war, die Offenbarungsurkunden vor willkürlicher Manipulation zu schützen: „Masoraet ist ein Zaun für die Tora“ (Akiba, ca. 135).
Dass masoretische Musterhandschriften wie der Codex von Aleppo einen seit dem 1. Jahrhundert unveränderten Konsonantentext bewahren, ist heute anhand von Fragmenten biblischer Handschriften aus verschiedenen Fundorten der judäischen Wüste deutlich. Während die meisten der in den Höhlen von Qumran gefundenen hebräischen Handschriften biblischer Bücher mehr oder weniger große Abweichungen zum masoretischen Text zeigen, stimmen die im
Wādī Murabbaʿāt, Wādī Sdeir, Naḥal Arugot, Naḥal Ḥever und Naḥal Zeʾelim sowie in der Festung Masada gefundenen Handschriftenfragmente nahezu vollständig mit dem Konsonantentext des masoretischen Textes überein. Man nennt diese außerhalb von Qumran entdeckten Handschriften biblischer Bücher darum im engeren Sinne protomasoretische Handschriften. Einige Forscher weiten den Begriff auch auf Handschriften aus, die dem masoretischen Texttyp nahestehen, und bezeichnen auch einen Teil der in Qumran gefundenen Handschriften als protomasoretisch. Je nach Begriffsdefinition werden 5–10 % (so Armin Lange) oder 40–50 % (so Emanuel Tov) der biblischen Handschriften aus Qumran als protomasoretisch klassifiziert.
Im Vergleich zu Handschriften der „qumranischen Schreiberpraxis“, zum Samaritanischen Pentateuch und den erschlossenen hebräischen Vorlagen der alten Bibelübersetzungen, namentlich der Septuaginta, die oft vereinfachende Tendenzen zeigen (als sogenannte Vulgärtexte), ist der (proto-)masoretische Text durch eine konservativere und differenziertere, oft auch altertümliche Eigenheiten bewahrende hebräische Sprache gekennzeichnet, die der von einigen besonders alten Qumranhandschriften, wie 4QSamb aus dem 3. Jahrhundert v. Chr., ähnelt.
Das hohe Ansehen des (proto-)masoretischen Textes unter den Rabbinen führte dazu, dass im Judentum alle abweichenden hebräischen Textversionen verdrängt wurden. Da das Griechische als Gottesdienstsprache außer Gebrauch kam, sind auch von den bis 200 erfolgten jüdischen Revisionen der Septuaginta heute nur noch Fragmente bekannt, die entweder in Randbemerkungen hexaplarischer Handschriften oder in der Kairoer Geniza die Zeiten überdauert haben.
Dagegen ist der protomasoretische Text bis in das Zeitalter der Masoreten bewahrt und von diesen über Jahrhunderte sehr genau überliefert worden.

## Die Bestandteile des masoretischen Textes

### Konsonantentext
Das Schriftbild des masoretischen Textes ist bis in seine Einzelheiten hinein traditionell festgelegt. Die im Folgenden behandelten Besonderheiten sind bereits in der rabbinischen Literatur, also vor dem Zeitalter der eigentlichen Masoreten, bezeugt.

#### Einteilung
Sinnabschnitte (Paraschot) schlossen die Masoreten mit einer leeren Restzeile nach dem letzten Wort, bevor der folgende Abschnitt mit einer neuen Zeile beginnt. Diese Einheiten unterteilten sie nochmals mit bis zu neun Buchstaben breiten Leerräumen zwischen Worten oder Sätzen. Damit folgten sie alter, hebräisch-aramäischer wie auch nichtbiblischer griechischer Tradition.
Die Einteilung setzt bewusste Exegese voraus und reflektiert diese. In der Tora fallen neue Abschnitte meist mit dem Beginn wörtlicher Gottesrede zusammen. Davon abgesehen unterscheidet sich die masoretische Einteilung zu etwa 20 % von älteren Handschriften, geringfügig auch untereinander. Heutige Ausgaben folgen einem Traktat von Maimonides (Mishneh Torah, II. Hilchot Sefer Torah, 8).
Paraschot waren nie kürzer als drei Verse, da der Talmud eine Mindestlänge für die Lesepraxis in der Synagoge verlangte. Vers-Enden markierten die Masoreten mit einem Akzent (Silluq). Sie nummerierten aber die Verse ebenso wenig wie Kapitel.
Die Kapiteleinteilung, noch ohne Verszählung, begann der englische Bischof Stephan Langton im 13. Jahrhundert. Dabei fasste er mehrere masoretische Paraschot zu Kapiteln zusammen. Deren Anfänge zerteilen Sinnabschnitte an einigen Stellen des Tanach: So endet der erste Schöpfungsbericht Gen 1 eigentlich erst in Gen 2,4; Ex 21,37 gehört zu Ex 22,1–3; die Moserede Dtn 5 beginnt schon in Dtn 4,44; Dtn 11,31f gehört zu Dtn 12; Dtn 16,21 zu 17,1 und andere.
An 35 Stellen, vermerkt an der Randmasora zu Gen 35,22, unterteilten die Masoreten den Text nicht am Ende, sondern in der Mitte eines Verses (Pisqah Be'emsa Pasuq). Damit zeigten sie einen inhaltlichen Bruch an, an dem der Vorleser pausieren sollte. Später wurden auch diese Stellen mit einem Silluq markiert. Diese Unterbrechungen finden sich in zwei Dritteln aller Fälle in den Samuelbüchern, so dass man hier keine einheitliche Exegese des Tanach vorfindet.

#### Puncta extraordinaria
An 15 Stellen des Tanach, zehn davon in der Tora, notierten die Masoreten besondere Punkte über einzelnen Buchstaben, einmal (Ps 27,13) auch darunter. Dreimal (Gen 33,4 ; Num 3,39 : „und Aaron“; Jes 44,9 ) stehen diese Punkte über jedem Buchstaben eines Wortes. Alle 15 Stellen wurden in der Masora magna zu Num 3,39 vermerkt.
Schon in einer Handschrift von Qumran wurde eins dieser markierten Worte etwas über die Zeile herausgehoben. In späteren vormasoretischen Handschriften fehlt es; ebenso fehlen die von den Masoreten punktierten Buchstaben in einigen jüngeren Handschriften. Daraus schließt man, dass die Punkte ursprünglich wegzulassende Buchstaben für nachfolgende Schreiber markieren sollten.
Die Rabbiner beurteilten einige dieser Worte als unpassend oder falsch. Die Masoreten wagten aber nicht, in den überlieferten Text einzugreifen, und überlieferten stattdessen die Punkte als Kennzeichen zweifelhafter Stellen. Dass diese in allen ihren Handschriften übereinstimmen, zeigt die Einigkeit unter ihnen und wurde früher als Hinweis darauf gedeutet, dass sie den biblischen Urtext bewahrt und überliefert haben.

#### Nun inversum
Einige Textabschnitte klammerten die Masoreten vorn und hinten mit einem umgedrehten (inversum) Buchstaben Nun ein. Damit folgten sie einer griechischen Schreiberpraxis, die ein umgedrehtes Sigma verwendete, um als falsch platziert angesehene Stellen zu markieren. Dies betrifft in masoretischen Handschriften aber nur die „Ladesprüche“ in Num 10,35f; Ps 107,23–28 bzw. 21–26.40; in manchen außerdem Gen 11,32.
Über Num 10,35f überliefert der Talmud exegetische Diskussionen: Für einige Rabbiner gehörte Num 11,1f an dessen Stelle. Diese Bedenken werden durch entsprechende Varianten in alten Handschriften gestützt. So findet man auch in Fragmenten aus Qumran (1QM III,1; 1QS VII,8) ähnliche Kennzeichen.

#### Sebirin
In 70 bis 200 Fällen warnten die Masoreten den Leser mit der Formel „man nimmt an“ (sebirin) davor, ein Wort im Text anders zu lesen als es da steht. Dies bezog sich auf Stellen, die im Kontext unverständlich erscheinen konnten, von ihnen aber als richtig angesehen wurden. Anders als die Qere-Vorschläge blieben die Sebirin-Worte jedoch unverbindliche Meinung. Ob sie auf als falsch beurteilte Qere-Worte in anderen Handschriften zurückgehen, ist nicht belegt.

### Akzentuierung
Der Konsonantentext der Hebräischen Bibel (fachsprachlich: Ketib) existierte nie ohne begleitende Lesetradition (fachsprachlich: Qere). Zu dieser gehören die Akzentuierung, die unter anderem die Unterteilung des Textes in Verse einschließt, sowie die Vokalisierung, aber auch die Einteilung in Leseabschnitte.
Mit bis zu 48 verschiedenen Zeichen, Teamim genannt, gaben die Masoreten den Vorlesern Hinweise auf die Sprachmelodie eines Verses, Sprechpausen und Betonungen innerhalb eines Wortes und syntaktische Beziehungen zwischen Worten. Die Teamim zeigen außerdem bestimmte Melodien für den Vortrag in der Synagoge an. Auch hier gab es ein babylonisches, palästinisches und tiberisches System. In letzterem bestanden mehrere Traditionen nebeneinander und Sondersysteme für die Psalmen, das Buch Ijob und das Buch der Sprichwörter.
Trennende Akzente wurden nach ihrer Stellung und Bedeutung im Satzgefüge in vier Gruppen unterteilt („Kaiser, Könige, Herzöge, Grafen“), etwa analog zu den heutigen Satzzeichen Punkten mit Bindestrich, Punkten, Semikola, Kommata. Auch verbindende Akzente folgen bestimmten Regeln.
Wie schon in antiker und rabbinischer Tradition verdeutlichten die Betonungen und Pausen die Bezüge und Aussagen, waren also Ausdruck exegetischer Urteile. Diese wichen untereinander und von älteren Bibelhandschriften in manchen Fällen so stark ab, dass sich andere Aussagen ergeben. Spätere exegetische Kommentare orientierten sich meist am tiberischen Akzentsystem.

### Vokalisation
Der hebräische Konsonantentext blieb in den älteren Bibelhandschriften recht konstant, enthielt aber kaum Hinweise auf seine Aussprache, da lange Vokale im Wortinneren nur unregelmäßig durch Matres lectionis markiert wurden, kurze Vokale, Vokallosigkeit, Konsonantenverdopplungen oder Betonungen überhaupt nicht. Dies führte zu vielen Lese- und Abschreibfehlern, weil das Schriftbild oft mehrdeutig war. So wird in Gen 15,11  das Schriftbild וישב אתם (w-y-š-b ’-t-m) in der masoretischen Tradition וַיַּשֵּׁב אֹתָם (wayyaššév ’ōtām) gelesen, mit der Bedeutung „und (Abram) verscheuchte sie“ (d. h., die Raubvögel). Dagegen verstehen die Samaritaner die gleichen Buchstaben als „und (Abram) brachte sie zurück“ (vgl. וַיָּשִׁב אֹתָם wayyāšīv ’ōtām), während die Septuaginta übersetzt „und (Abram) setzte sich mit ihnen“ (vgl. וַיֵּשֶׁב אִתָּם wayyéšev ’ittām).
Die Masoreten standen also vor der Aufgabe, die mündliche Lesart ihrer Vorlagen zu bewahren, zu vereinheitlichen und Mehrdeutigkeiten zu beseitigen, ohne den Buchstabenbestand zu verändern. Dazu notierten sie Akzente (Teamim) und Vokalzeichen – kleine Punkte und Striche – über (supralinear) und unter (infralinear) den Konsonanten.
Man unterscheidet das supralineare babylonische und palästinische vom infralinearen tiberischen Vokalisationssystem. Dieses setzte sich schließlich durch. Mit ihm wurde auch die Grammatik des biblischen Hebräisch vereinheitlicht und festgelegt. Dies war damals und ist zum Teil bis heute umstritten, da sich die lebendige hebräische Umgangssprache bis zur masoretischen Vokalisierung schon recht weit vom biblischen Hebräisch entfernt hatte.

### Masora
Als Masora fasst man alle Zeichen und Anmerkungen zusammen, die die Masoreten dem überlieferten Konsonantentext hinzufügten. Die Masora marginalis an den umgebenden Rändern der Textkolumnen besteht aus Anmerkungen an den Seitenrändern (Masora parva) und an den oberen und unteren Rändern (Masora magna). Weitere Notizen findet man am Anfang und Ende eines Buches (Masora finalis). Die Masora enthält viele Textbeobachtungen und nützliche Informationen. Sie markiert z. B. seltene Wörter oder bestimmte Wortformen, die es nur einmal gibt, verweist auf Parallelen und bezeichnet das mittlere Wort eines Abschnitts. Die Masora lässt sich wie eine Konkordanz oder ein Kommentar benutzen. Die Masora arbeitet jedoch mit vielen Abkürzungen und mit aramäischen Begriffen, so dass die Benutzung eine intensive Einarbeitung erfordert.

#### Masora parva
Die Masora parva oder Randmasora an den seitlichen Rändern jeder Textkolumne gibt an:
- die Häufigkeit besonderer Schreibweisen und Vokalisationen. Nur einmal vorkommende Ausdrücke oder Kuriositäten wurden mit „nirgendwo sonst“ vermerkt, seltene Varianten wurden angegeben;
- andere Lesarten (qere) für das Geschriebene (ketib);
- Angabe der eigentlich erwarteten Wortform (sebirin);
- Listen für puncta ordinaria. und nun inversa;
- Orientierungspunkte zum Prüfen korrekter Abschriften, etwa die Angabe des kürzesten oder des mittleren Verses eines Abschnitts, Buchs oder der ganzen Tora.
- Die Randmasora hat auch ungefähr die Funktion einer Konkordanz.

#### Masora magna
Die Masora magna listet alle sonstigen Belegstellen für besondere Ausdrücke, Wortfolgen oder Eigentümlichkeiten im Tanach auf, deren Häufigkeit die Masora parva angibt. Dabei unterschieden die Masoreten auch sinnverwandte Ausdrücke (z. B. „Haus Israel“ und „Kinder Israel“) voneinander und führten Namen ohne Zusätze gesondert von denselben Namen mit Zusätzen auf. Dabei folgten sie der rabbinischen Exegese, Bibelstellen mit Parallelstellen auszulegen, und förderten diese. Dies gilt als Beginn einer umfassenden Bibelkonkordanz.
An sechs bis 18 Stellen im gesamten Tanach, aufgeführt meist bei Ex 15,7 , führte die Masora magna „Korrekturen der Schreiber“ (tiqqune soferim) auf: Worte, die in älteren unverbesserten Vorlagen noch vorkamen, aber von ihren Vorgängern oder ihnen selbst weggelassen wurden.

#### Masora finalis
Jeweils am Anfang und/oder Ende eines Buchs bieten masoretische Handschriften zum Teil umfangreiche Listen, etwa für „offene“ (Paraschen) und „geschlossene“ (Verse) Einteilungen, für die Unterschiede in der Punktation zwischen Ben Naftali und Ben Ascher und die mittleren Verse, Worte und mittleren Buchstaben jedes Buchs. Mit der Wortzählung hatten die Soferim schon begonnen. Die Masoreten erweiterten und standardisierten diese, um die Genauigkeit ihrer Abschriften zu prüfen und kommende Generationen darauf zu verpflichten. Das verwendete System ermöglicht es auch herauszufinden, an welcher Stelle im Text ein möglicher Fehler zu suchen ist.
Die Zweite Rabbinerbibel von 1524 erweiterte diese Schlussmasora um weitere Listen für Varianten auch aus nichtmasoretischen Quellen und gab auch die Zahl der Buchstaben jedes Buchs an, um Verlust oder Einfügung selbst einzelner Buchstaben zu verhindern. Dies gilt als früher Vorläufer der in der Informatik verwendeten Prüfsummen.

### KetibundQere
In einigen Fällen widersprechen sich der überlieferte schriftliche Konsonantentext (das Ketib) und die mündliche Lesetradition (das Qere).
Zwischen 848 und 1566 Mal geben masoretische Seitenrandnotizen an, der Leser solle den Konsonantentext (Ketib, aramäisch כְּתִיב kətiv „Geschriebenes“) durch andere Wörter ersetzen (Qere, aramäisch קְרֵי qəre „Lies!“). Ging es dabei um die Aussprache, dann wurde das Ketib entweder unvokalisiert gelassen oder mit den Vokalen des am Rand vermerkten Qere vokalisiert. Meist betraf dies Wörter mit nahezu denselben Konsonanten, etwa wegzulassende oder zu ergänzende matres lectionis, deren Schreibweise auch aus anderen Handschriften bekannt ist.
Einige Male gibt die Bemerkung qəre wəla' kətiv ein nicht vorhandenes, als fehlend angesehenes Zusatzwort an, dessen Vokale ohne Konsonanten dann im Text ergänzt wurden. Umgekehrt fordert die Bemerkung kətiv wəla' qəre zum Missachten eines vorhandenen Wortes auf. Dieses blieb dann unvokalisiert.
Die meisten Qere-Anmerkungen waren wahrscheinlich zuerst unverbindliche Korrekturnotizen nach Varianten, die die Masoreten in anderen Handschriften oder Bibelstellen vorfanden. So stimmt ein Text der Chronik mit dem Qere zu einem gleichlautenden, früher verfassten Samueltext überein: Die Masoreten können also die Chronikversion auch für die Samuelversion vorgeschlagen haben. Das jeweilige Qere kann die häufigste vorgefundene Variante wiedergeben, da jeweils nur ein Qere für ein Ketib vorgeschlagen wird. Das würde auch erklären, dass nicht alle Qere-Anmerkungen besser in den Kontext passen als der Originalwortlaut und diesen nicht verdrängten.
Später wurden Qere-Hinweise jedoch als obligatorische Korrekturanweisung aufgefasst, so dass manche Handschriften das Ketib damit ersetzten. Dies geschah aber uneinheitlich, so dass manche Ketib-Stellen derselben Handschrift unersetzt blieben. Auch gaben manche Handschriften das Qere anderer Handschriften als Ketib an und umgekehrt.
Einige Lesevorschläge sollten drastische, vulgäre Ausdrücke mit Euphemismen abmildern, wie es schon im Talmud für Dtn 28,27  („Geschwüre“ statt „Hämorrhoiden“) oder Dtn 28,30  („mit ihr liegen“ statt „sie genießen“) und gleichartige Stellen erörtert wurde.
Ein ständiges Ersatzwort wurde beim Gottesnamen JHWH verlangt (so genanntes „Qere Perpetuum“), der alleinstehend mit den Vokalen des aramäischen שְׁמָא – hebräisch: HaSchem („der Name“), alternativ aber auch mit den Vokalen von Elohim, oder denen von Adonai vokalisiert wurde. Daraus entstand irrtümlich die falsche Lesart Jehova.

## Erhaltene Handschriften
Über 6000 hebräische Bibelhandschriften werden der protomasoretischen und masoretischen Überlieferung zugeordnet. Etwa 2700 davon sind datiert und vor 1540 entstanden. Darunter sind sechs bekannte Codices aus dem 10., acht aus dem 11. und 27 aus dem 12. Jahrhundert.
Von den letzten beiden Generationen der Ben-Ascher-Familie stammen die ältesten heute erhaltenen Codices des Tanach: 895 schrieb und punktierte Mosche ben Ascher nach dem, in seiner Echtheit jedoch umstrittenen, Schlusskolophon den Codex Cairensis (auch: Kairoer Prophetenkodex). Er umfasst die Nevi’im, also die Bücher Josua bis Maleachi. Die Vokalisierung steht allerdings, folgt man den überlieferten Listen zu den Differenzen zwischen beiden Masoretenfamilien, der Ben-Naftali-Tradition näher als der jüngeren Ben Ascher-Tradition.
Um 900 schrieb Sch'lomo ben Buya'a den Codex von Aleppo, den Aaron ben Mosche ben Ascher 925 besonders sorgfältig punktierte. Er war als Musterkodex für weitere Kopien gedacht, sollte nur bei den drei höchsten jüdischen Festen vorgelesen werden und nur zur Klärung von Streitfragen, nicht zum Studium dienen. Etwa ein Viertel seines Umfangs ging 1947 bei antijüdischen Ausschreitungen in Aleppo verloren. Der Text liegt unter anderem der Hebrew University Bible zugrunde.
Der von Unbekannten geschriebene Codex B.M. Or 4445 (ca. 900–950) enthält große Teile der Tora. Der Codex C3 aus einer Kairoer Karäer-Synagoge entstand ebenfalls im 10. Jahrhundert und enthält die ganze Tora. Er wurde zuerst mit dem Ben-Naftali-System vokalisiert, von Mischael ben Usiel jedoch vollständig dem Vokal- und Akzentsystem von Ben Ascher angeglichen, so dass er dieses exakt vertritt.
Der Codex Sassoon 507, auch „Damaskuspentateuch“ genannt, enthält die Tora, der Codex Sassoon 1053 den ganzen Tanach. Beide stammen aus dem 10. Jahrhundert.
1008 schrieb Samuel ben Jacob eine Handschrift des ganzen Tanach, die sich heute zusammen mit zahlreichen weiteren wertvollen von Abraham Firkowitsch gesammelten Handschriften in der russischen Nationalbibliothek in St. Petersburg befindet (Codex Petropolitanus ЕВР I B 19A) und die meist Codex Leningradensis oder auch einfach nur L genannt wird. Sie wurde nach Auskunft eines Kolophons anhand einer Handschrift des Aaron ben Mosche ben Ascher korrigiert und punktiert, möglicherweise des Codex von Aleppo. Der Codex Leningradensis umfasst alle Bücher des Tanach und ist somit die älteste, zugleich auch beste vollständige Handschrift der Hebräischen Bibel. Vornehmlich auf ihm basieren die von Rudolf Kittel herausgegebene Biblia Hebraica ab der dritten Auflage sowie deren Nachfolgeausgaben, die Biblia Hebraica Stuttgartensia und die Biblia Hebraica Quinta.
1524/25 erschien die von Jacob Ben Chajim gestaltete Zweite Rabbinerbibel (auch Bombergiana genannt), gedruckt von Daniel Bomberg in Venedig. Sie druckte erstmals die Masora parva und magna mit ab, dazu ein Targum und zwei damals unter Juden anerkannte rabbinische Kommentare. Diese Ausgabe repräsentierte den allgemein anerkannten textus receptus hebraicus, der zur Basis der meisten weiteren hebräischen Bibelausgaben jüdischer und christlicher Herausgeber wurde, einschließlich der ersten beiden Auflagen der BHK im 20. Jahrhundert.
Die verschiedenen Handschriften und Druckausgaben der masoretischen Tradition haben trotz einiger Abweichungen in der Punktierung und in der Randmasora insgesamt nur minimale Abweichungen im Konsonantentext, davon keine einzige, die den Sinn des Textes merklich verändert.

## Masoretische Handbücher
Die tiberiensischen Masoreten konnten sich für ihre Arbeit auf ältere, zunächst mündlich überlieferte Sammlungen masoretischer Listen stützen. Die umfangreichste derartige Sammlung ist Okhla we-Okhla, sie wurde 1864 zunächst nach einer in Paris befindlichen Handschrift des 14. Jahrhunderts, 1975 und 1995 dann nach einer älteren und vollständigen Handschrift der Hallenser Universitätsbibliothek aus dem 12. Jahrhundert publiziert. Jacob ben Chajim ibn Adonijah verwendete für die Masora seiner Mikraot Gedolot eine Handschrift des Hallenser Typus.
In den folgenden Jahrhunderten entstanden weitere masoretische Handbücher. So beschrieb Elijah Levita 1538 in Massoret ha-Massoret besonders die Rechtschreibung des Masoretentextes.
Christian David Ginsburg stellte 1880 bis 1905 aus verschiedenen Handschriften ein Masora-Kompendium zusammen und gab selbst eine hebräische Bibel heraus. Wie seine Vorgänger versuchte er, mit Hilfe verschiedener Handschriften und der in ihnen enthaltenen masoretischen Listen einen korrekten Bibeltext herzustellen. Mit der Zugänglichkeit älterer und besserer Handschriften wurde dieses Verfahren weitgehend aufgegeben. Die dritte Auflage der Kittel-Bibel war die erste gedruckte Ausgabe, die den Text einer einzigen Handschrift mitsamt ihrer Masora parva diplomatisch abdruckte. Die Textunterschiede sind allerdings minimal.
Die Masora parva des Codex Leningradensis ist in der Biblia Hebraica Stuttgartensia in von Gérard E. Weil normalisierter Form am Rand abgedruckt, die Masora magna erschien 1971 als eigener Band.

## Beziehung zu anderen Texten

Mögliche Wechselbeziehungen zwischen verschiedenen bedeutenden Manuskripten und deren Redaktoren des Alten Testaments (einige sind anhand ihrer Sigel identifiziert). א [aleph] = Codex Sinaiticus; A = Codex Alexandrinus; B = Codex Vaticanus; Q = Codex Marchalianus; Mt = masoretischer Text; LXX = ursprüngliche Septuaginta.

Ein Vergleich mit der griechischen Septuaginta, einer Sammlung früher jüdischer Übersetzungen der Bücher der Hebräischen Bibel, die im Christentum sehr bald den hebräischen Text in den Hintergrund drängte (die meisten alttestamentlichen Zitate im Neuen Testament entsprechen ihrer Version), ergibt zahlreiche kleine und einige auch theologisch signifikante Unterschiede.
Die meisten Varianten der biblischen Schriftrollen vom Toten Meer sind inhaltlich unbedeutend. Teilweise stimmen sie mit dem masoretischen Text gegen die anzunehmende Vorlage der Septuaginta, teilweise mit der Septuaginta gegen den masoretischen Text überein, oft zeigen die Qumranhandschriften auch Sonderlesarten. In den meisten Fällen stimmen sie aber mit dem durch masoretischen Text und Septuaginta überlieferten Text überein. Die mit der Septuaginta gegen den masoretischen Text bestehenden Übereinstimmungen bestätigen die Vermutung, dass die Septuaginta abweichende hebräische Lesarten häufig auch dort voraussetzt, wo es kein Vergleichsmaterial aus Qumran gibt. Das lässt jedoch keinen Schluss darüber zu, ob es sich dabei um eine ursprüngliche oder eine sekundäre Lesart handelt.
Der masoretische Text ist die heute im Judentum gebräuchliche Textform des Tanach. Er ist jedoch nicht der einzige kanonische hebräische Bibeltext, da die Samaritaner eine andere hebräische Textform der Tora kennen, den sogenannten Samaritanus. Samaritanische Übersetzungen (etwa der Samaritanische Targum) basieren deshalb auf dem Samaritanus, während neuzeitliche jüdische Bibelübersetzungen, etwa die Buber-Rosenzweig-Übersetzung, den masoretischen Bibeltext übersetzen.
Im Christentum spielte und spielt neben dem masoretischen Text vor allem die Septuaginta eine wichtige Rolle. Die meisten christlichen Bibelübersetzungen der ersten Jahrhunderte, etwa ins Koptische, Armenische oder Äthiopische, sind, ebenso wie die Vetus Latina, Tochterübersetzungen der Septuaginta. Die meisten modernen christlichen Übersetzungen halten sich dagegen in erster Linie an den masoretischen Text. Da der masoretische Text die einzige ursprachliche Textfassung ist, die alle Bücher des Alten Testaments umfasst – in Qumran ist nur das Jesajabuch vollständig erhalten (1QJesa) und der Samaritanus betrifft nur den Pentateuch – gibt es dazu aber auch keine seriöse Alternative. Die Übersetzer berücksichtigen daneben jedoch auch andere Lesarten, die sie jeweils für ursprünglicher halten. Von dieser Möglichkeit machen manche in stärkerem (z. B. die Einheitsübersetzung), andere in geringerem Maße Gebrauch (z. B. die Elberfelder Bibel). Häufig, aber nicht immer, wird dann in einer Anmerkung auf die Abweichung vom masoretischen Text hingewiesen (z. B. Die Bibel in deutscher Fassung). In wissenschaftlichen Kommentaren (z. B. dem Biblischen Kommentar) wird dagegen häufig ein erst textkritisch erschlossener Text übersetzt, wobei der Kommentator genaue Rechenschaft darüber ablegt, wenn er eine andere Lesart als die des masoretischen Textes vorzieht oder eine Konjektur vornimmt.

## Ausgaben Masoretischer Schriften (Auswahl, online verfügbar)

### Masoretischer Bibeltext
Aufgeführt werden hier Ausgaben des Masoretischen Text in Bezug auf die Wiedergabe und Reihenfolge der Bücher sowie der masoretischen Vokalisation und Kantillationszeichen:
- Biblia Hebraica, Rudolf Kittel, Leipzig, Hinrichs; 1905, 1906 Teil I & 1906 Teil II, I 1909, II 1909.
- Biblia Hebraica, Rudolf Kittel, Leipzig, Privilegierte Württembergische Bibelanstalt, 1912; Digitalisat
- Online-Ausgabe der Deutschen Bibelgesellschaft Online
- Online-Ausgabe mit Interlinear-Übersetzung (Hebräisch-Englisch) und Konkordanz auf biblehub.com Online
- Bibel mit Masora BSB (Cod.hebr. 392)

### Masoretischer Text mit Masora Parva
Aufgeführt werden hier Ausgaben, welche zusätzlich auch die masoretischen Randnotizen wiedergeben:
- The Second Rabbinic Bible (Mikraot Gedolot) (מקראות גדולות) Volume I, Yaakov ben Hayyim, 1524; (Digitalisat)

### Text der Masora Magna
- Die Massora magna, nach den ältesten Drucken mit Zuziehung alter Handschriften; 1. Theil: Die Massora in alphabetischer Ordnung; Hannover 1876; 
 Digitalisat: Frensdorff 1876.

### Masoretische Notationen in Begleitbüchern
- The Massorah; Compiled from Manuscripts; BAND I, Ginsburg, London/Vienna bei Brög, 1880; Digitalisat: Ginsburg, 1880: The Massorah I (a) & Ginsburg, 1880: The Massorah I (b).
- The Massorah; Compiled from Manuscripts; BAND II, Ginsburg, London/Vienna beiThe Brög, 1880; Digitalisat: Ginsburg, 1880: The Massorah II (a) & Ginsburg, 1880: The Massorah II (b).
- The Massorah; Compiled from Manuscripts; BAND III, Ginsburg, London/Vienna bei Brög, 1880; Digitalisat: Ginsburg, 1880: The Massorah III.
- The Massorah; Translated into English; With a critical and exgetical commentary; BAND IV, London/Vienna bei Brög, 1897–1905; Digitalisat: Ginsburg, 1905: The Massorah IV.
- Okhlah ṿe-okhlah: ṿe-hu ḥibur meha-masorah ha-gedolah … : nimtsa bi-khetav [Edition eines seit dem 10. Jh. bekannten anonymen Kompilats masoretischer Anmerkungen unter dem Titel אָכְלָה וְאָכְלָה], Frensdorff, Hahn, Hannover 1861, u. a.; Digitalisat: Frensdorff 1864.

## Einzelbelege
1. ↑  Daniel Frank: Karaites I. Judaism. In: Encyclopedia of the Bible and Its Reception (EBR). Band 15, De Gruyter, Berlin/Boston 2017, ISBN 978-3-11-031332-1, Sp. 30–40.
2. ↑  Peter Ortag: Jüdische Kultur und Geschichte. Ein Überblick. Brandenburgische Landeszentrale für politische Bildung 1995 5., aktualisierte Auflage Potsdam 2003, ISBN 3-932502-04-3, auf politische-bildung-brandenburg.de  hier S. 36
3. ↑  Tora, Tanach und Talmud - die heiligen Schriften des Judentums, auf jcom.de
4. ↑  Markus Witte: Der ,Kanon' heiliger Schriften des antiken Judentums im Spiegel des Buches Ben Sira/Jesus Sirach. S. 230–255  hier S. 230–231
5. ↑  Jan Christian Gertz: Mose und die Anfänge der jüdischen Religion. Zeitschrift für Theologie und Kirche Vol. 99, No. 1 (März 2002), S. 3–20
6. ↑  Babylonischer Talmud, Baba Batra 14b–15a.
7. ↑  Inhaltsverzeichnis der Handschrift M1 der Universitätsbibliothek zu Madrid.
8. ↑  Emanuel Tov: Der Text der Hebräischen Bibel. Stuttgart u. a. 1997, ISBN 3-17-013503-1, 25.
9. ↑  Emanuel Tov: Der Text der Hebräischen Bibel. Stuttgart u. a. 1997, ISBN 3-17-013503-1, 121.
10. ↑  Emanuel Tov: Der Text der Hebräischen Bibel. Stuttgart u. a. 1997, ISBN 3-17-013503-1, 25.
11. ↑  Emanuel Tov: The Myth of the Stabilization of the Text of Hebrew Scripture. In: Elvira Martín-Contreras und Lorena Miralles-Maciá (Hrsg.): The Text of the Hebrew Bible. From the Rabbis to the Masoretes. Göttingen 2014, ISBN 978-3-525-55064-9, S. 37–45.
12. ↑  Pirqe Avot 3,13.
13. ↑  Armin Lange: Handbuch der Textfunde vom Toten Meer. Band 1: Die Handschriften biblischer Bücher von Qumran und den anderen Fundorten. Tübingen 2009, ISBN 978-3-16-149734-6, S. 19–20.
14. ↑  Emanuel Tov: Der Text der Hebräischen Bibel. Stuttgart u. a. 1997, ISBN 3-17-013503-1, 89–92.
15. ↑  Francis I. Andersen, David Noel Freedman: Another Look at 4QSamb. In: Revue de Qumran 14 (1989), S. 7–29. Hier S. 22.
16. ↑  Emanuel Tov: Der Text der Hebräischen Bibel. 1997, S. 40–43.
17. ↑  Emanuel Tov: Der Text der Hebräischen Bibel. 1997, S. 44f.
18. ↑  Emanuel Tov: Der Text der Hebräischen Bibel. 1997, S. 43f.
19. ↑  Emanuel Tov: Der Text der Hebräischen Bibel. 1997, S. 51f.
20. ↑  Emanuel Tov: Der Text der Hebräischen Bibel. 1997, S. 54–58.
21. ↑  Stefan Schorch (Herausgeber): The Samaritan Pentateuch. Volume 1: Genesis, de Gruyter: Berlin / Boston 2021, ISBN 978-3-11-070950-6, S. 92.
22. ↑  Emanuel Tov: Der Text der Hebräischen Bibel. 1997, S. 52.
23. 1 2  Page H. Kelley u. a.: Die Masora der Biblia Hebraica Stuttgartensia. Einführung und kommentiertes Glossar, Stuttgart 2003 (ISBN 3-438-06009-4), 13–14.
24. ↑  Frank Matheus: Einführung in das Biblische Hebräisch: Studiengrammatik. 7., überarbeitete Auflage, 2017, S. 18, 22, 26.
25. ↑  Emanuel Tov: Der Text der Hebräischen Bibel. 1997, S. 46–51.
26. ↑  M. Beith-Arié: Some Technical Practises Employed in Hebrew Dated Medieval Manuscripts. Leiden 1978, S. 72.
27. ↑  Paul Kahle: The Hebrew Ben Asher Bible Manuscripts. In: Vetus Testamentum 1 (1951), S. 161–167, hier S. 167.
28. ↑  Jordan S. Penkower: A Tenth-Century Pentateuchal MS from Jerusalem (MS C3), corrected by Mishael Ben Uzziel. In: Tarbiz. 58 (1988), S. 49–74.
29. ↑  Emanuel Tov: Der Text der Hebräischen Bibel. 1997, S. 38.
30. ↑  So im Vorwort der Biblia Hebraica Stuttgartensia.
31. ↑  Bruno Ognibeni: La seconda parte del Sefer ’Oklah we’Oklah. Edizione del ms. Halle, Universitätsbibliothek Y b 4˚ 10, ff. 68–124, Fribourg/Madrid 1995, S. XLIV–XLV.
32. ↑  Christian David Ginsburg: The Massorah Compiled From Manuscripts, Alphabetically and Lexikally Arranged. Band I–IV, London/Wien 1880–1905.
33. ↑  Emanuel Tov: Der Text der Hebräischen Bibel. 1997, S. 60f.
34. ↑  Gérard E. Weil (Hrsg.): Massorah Gedolah iuxta codicem Leningradensem B 19 a elaboravit ediditque Gérard E. Weil. Päpstliches Bibelinstitut, Rom 1971.
35. ↑  Jason Evert: In Which Passages Does Jesus Quote the Septuagint, and Where Does the New Testament Allude to the Septuagint?, Catholic Answers.